# 中山さら
中山 さら（なかやま さら、1974年1月29日 - ）は、日本の女性声優、ナレーター。埼玉県出身。青二プロダクション所属。本名・旧芸名は、中山 真奈美（なかやま まなみ）。

## 略歴
中学時代、アニメーション映画作品『天空の城ラピュタ』を見て、感銘を受けて、「私もこれに参加したい!」と思ったという。偶然読んでいた雑誌のQ&Aのコーナーに『声優になるにはどうしたらいいでしょう』という質問があり、青二プロダクションの電話番号が掲載されていたため、早速電話していたという。
青二塾東京校13期出身。
初仕事は当時は仕事がもらえることになり、凄く嬉しく母に報告をしていたが、深夜番組のエッチな原稿だったという。仕事は一生懸命していたが、家に帰って「ごめん、お母さん、見ないで」と言っていたという。事務所の先輩にも「ウチで初仕事がエッチなんて珍しい」と言われたという。

## 人物
音域はD - F。
多数のアニメ、洋画、ゲーム、テレビ番組に出演しており、ラジオCM、テレビCFのナレーションも多数務めている。
趣味は温泉、ドライブ、マクラメ編み。特技は書道。資格は境港妖怪検定初級を持っている。

## 出演
太字はメインキャラクター。

### テレビアニメ
時期不明
- それいけ!アンパンマン（ - 2012年、ピョン吉〈代役〉、あんちゃん〈初代〉、おしるこちゃん〈2代目〉）

1993年
- 蒼き伝説シュート!（1993年 - 1994年、女子生徒、女生徒、女の子A）
- 剣勇伝説YAIBA（女の子）
- GS美神（女子生徒）
- ツヨシしっかりしなさい（同僚A）

1994年
- キテレツ大百科（女の子、客）
- SLAM DUNK（女生徒、流川楓親衛隊）
- ドラゴンボールZ（女）
- 美少女戦士セーラームーンシリーズ（1994年 - 1995年、ウェイトレス、女性、子供、ウィッチーズメンバー、曲馬団子 他）
- ママレード・ボーイ（女の子、女生徒）

1995年
- 空想科学世界ガリバーボーイ（泣き女、レジスタンス女）
- ロミオの青い空（ジョバンナ、アドルフォ）

1996年
- 逮捕しちゃうぞ（津島志乃）
- 爆走兄弟レッツ&ゴー!!（子供B）

1997年
- クレヨンしんちゃん（1997年 - 2003年、ななこらしき女、女子大生）
- フォーチュン・クエストL

1998年
- DTエイトロン（ファーナ、エリカ）

1999年
- GTO（鱶田久美子）
- スージーちゃんとマービー（スージー）

2000年
- ヴァンドレッド（2000年 - 2001年、ブリッジクルーE、レジガールズA、アナウンス、機関クルーチーフ、保安クルーE） - 1シリーズ + 特別編1作品
- 機巧奇傳ヒヲウ戦記（娘）

2001年
- 学校の怪談（今井ミオ）
- 砂漠の海賊!キャプテンクッパ（ナムル）
- パラッパラッパー（アン）

2002年
- .hack//SIGN（カオちん）

2003年
- D・N・ANGEL（原田梨紅）
- .hack//黄昏の腕輪伝説（女剣士）
- グリーングリーン（千歳みどり）

2004年
- あたしンち（2004年 - 2005年、高校生、TVの声2）
- 美鳥の日々（深雪、女の子1）
- ゆめりあ（千条九葉）
- ONE PIECE（2004年 - 2015年、子供A、ポルチェ、町娘）

2005年
- ちびまる子ちゃん（望月ゆり）

2006年
- 涼宮ハルヒの憂鬱（財前舞）
- スパイダーライダーズ 〜オラクルの勇者たち〜（ミーナ）

2007年
- ゲゲゲの鬼太郎（第5作）（2007年 - 2009年、呼子、雑巾妖怪、さら小僧4、美女魔女軍団、雪女、子ゴーレム、セコ 他）
- 出ましたっ!パワパフガールズZ（ボールで遊ぶ子供）

2008年
- ねぎぼうずのあさたろう（かぶらのおすず）
- Mission-E（戸隠美雪）

2009年
- エレメントハンター（ユノ）
- 狼と香辛料II（ヘレーナ）

2015年
- ONE PIECE 〜アドベンチャー オブ ネブランディア〜（ポルチェ）

### 劇場アニメ
- スラムダンク（1994年、女生徒）
- カッタ君物語（1995年）
- スラムダンク 吠えろバスケットマン魂!! 花道と流川の熱き夏（1995年、イチローの母）
- ゲゲゲの鬼太郎 大海獣（1996年、メグミ[13]）
- ONE PIECE 呪われた聖剣（2004年、少年サガ）
- 映画 ふたりはプリキュア Max Heart（2005年、ペア）
- 劇場版 ゲゲゲの鬼太郎 日本爆裂!!（2008年、呼子）
- ONE PIECE THE MOVIE エピソードオブチョッパー+ 冬に咲く、奇跡の桜（2008年）

### OVA
- 鬼切丸（1994年、女子生徒）
- 3×3 EYES 〜聖魔伝説〜（1995年）
- 覚悟のススメ（1996年、青木さん）
- ようちえん戦隊げんきっず（1997年、ママヤン）
- エイリアン9（2001年、珠木美佑）
- グリーングリーン（2002年、千歳みどり）
- グリーングリーン エロリューションズ（2004年、千歳みどり）
- ないしょのつぼみ（2008年、立花美咲）

### ゲーム
1993年
- オーロラクエスト おたくの星座 IN ANOTHER WORLD（ルン）

1994年
- CAL III（キパ）
- スーパーリアル麻雀PV（遠野みづき）
- ラングリッサーII（エスト）

1995年
- ドラゴンナイト&グラフィティ（アニー）
- レッスルエンジェルス DOUBLE IMPACT（ヴィーナス麗子、サンダー龍子、秋山カレン）
- ABEL 真・黙示録対戦（ルビーナ・エリス）

1996年
- いまどきのバンパイア（コリー）
- 覚悟のススメ（青木）
- 電車でGO!（鉄ちゃん）
- メルティランサー 〜銀河少女警察2086〜（フロウベル）

1997年
- アザーライフ アザードリームス（ビビアン・メルカ）
- サターンボンバーマンファイト!!（ラジボン）
- ドキドキプリティリーグ（高取茜）
- メタルエンジェル3（久遠寺雷、サラ・ジョーンズ）

1998年
- アンシャントロマン 〜Power of Dark Side〜（ミシリア・アルマイヤー）
- 英雄志願 -Gal Act Heroism-（シズカ）
- お嬢様特急（岩泉風音）
- 白き魔女 -もうひとつの英雄伝説- [セガサターン]（イザベル、マギサ）
- 卒業Album（菊池希美）
- 卒業III Wedding Bell（菊池希美）
- バックガイナー（苗場菜々美）
- 惑星攻機隊りとるキャッツ（ジョディ・M・タグ）

1999年
- ラクガキショータイム（エクスカリバ）
- 爆ボンバーマン2
- マリオネットカンパニー（火狩真穂）
- ルーム・ウィズ・リナ（神崎梨奈）

2000年
- SIMPLE1500シリーズ Vol.36 THE 恋愛シミュレーション 〜夏色セレブレーション〜（桜咲真歩、桜野恵瑠）

2001年
- グリーングリーン（千歳みどり、小みどり）
- くるくるまるまる（ミラー）
- ジオニックフロント 機動戦士ガンダム0079（ブランリヴァルオペレーター）
- シャドウハーツ（川島よし子）

2002年
- Tomak〜Save the Earth〜Love Story（キム・チヒョン）

2002年
- THE恋愛シミュレーション 〜夏色セレブレーション〜（桜咲真歩）
- パックマンワールド2（ピンキー）
- ファーストKiss☆物語II 〜あなたがいるから〜（かりん）

2003年
- 鐘ノ音ダイナミック（千歳みどり、小みどり）
- 鐘ノ音ロマンティック（千歳みどり、小みどり）
- ゆめりあ（千条九葉）

2004年
- グリーングリーン2 恋のスペシャルサマー（千歳みどり）
- シャドウハーツII（三猿衆・桜花）

2005年
- 機動戦士ガンダム0079カードビルダー（アヤ・スワンポート）
- グリーングリーン3 ハローグッバイ（千歳みどり）
- テイルズ オブ レジェンディア（ピッポ）
- ONE PIECE グラバト! RUSH（ポルチェ、ビビ〈渡辺美佐の代役〉）

2006年
- 鐘ノ音ダイナティック（千歳みどり、小みどり）

2009年
- まいにちいっしょ（2009 新春カルタ大会のカルタ読み上げ）

2010年
- .hack//Link（カオちん）

2011年
- 涼宮ハルヒの追想（財前舞）
- テイルズ オブ ザ ワールド レディアント マイソロジー3（ピッポ、ヒーローボイス）

### ドラマCD
- 卒業III Wedding Bell Radio Drama Collection（1998年、菊池希美）
- CDドラマコレクションズ 三國志
- D・N・ANGEL（原田梨紅）
- テイルズ オブ レジェンディア voice of character quest1・2（ピッポ）
- ドラゴンハーフ
- 富士見二丁目交響楽団（ロージー、チケット売りの女）

### 吹き替え

#### 映画
- スピード2（ドリュー〈クリスティーン・ファーキンス〉）※ソフト版
- 冷たい月を抱く女（ポーラ・ベル〈グウィネス・パルトロー〉）※テレビ東京版
- 判決前夜/ビフォア・アンド・アフター（マーサ・タヴァナー）
- ホーム・アローン（トレイシー・マカリスター〈センタ・モージズ〉）※テレビ朝日版（日本語吹替完全版Blu-rayBOX収録）
- ホーム・アローン2（トレイシー・マカリスター〈センタ・モージズ〉）※テレビ朝日版
- マディソン郡の橋 ※ソフト版

#### テレビドラマ
- オーシャンガール（バネッサ）
- シカゴ・ホープ（メリッサ）

#### アニメ
- バービーのくるみ割り人形（ペパーミントガール）

### 特撮
- 特捜戦隊デカレンジャー（オカーナ星人エイミーの声）

### ナレーション
- NHK教育 NHK高校講座家庭総合
- NHK教育 NHK高校講座英語 I
- ツインビーシリーズCM

### 映画
- さかなクン研究所 さかなの世界へレッツギョー！飛ぶ！闘う！踊る！編（2015年） - ウォーリーの声[15]
- さかなクン研究所 すっギョイおさかな大集合！ジャンプ！隠れる！世界最大！編（2015年） - ウォーリーの声[16]

### その他コンテンツ
- 富士急ハイランド内アトラクション「GUNDAM THE RIDE ‐A BAOA QU‐」（アヤ・スワンポート）
- 美少女が教える日本史 古代〜近世（学研教育出版）

## ディスコグラフィ

### キャラクターソング
| 発売日        | 商品名                                | 歌 | 楽曲                                    | 備考                                             |
| ------------- | ------------------------------------- | --- | --------------------------------------- | ------------------------------------------------ |
| 1998年3月21日 | Happy Bell 〜幸せのベルを鳴らせ!〜    | 尾崎恭子（古山あゆみ）、菊池希美（中山真奈美）、斎藤由加里（小松里賀）、松山美咲（高橋千晶）、渡辺和恵（根橋美絵子）                                                                                 | 「Happy Bell 〜幸せのベルを鳴らせ！〜」 | ゲーム『卒業III Wedding Bell』オープニングテーマ |
| 1998年3月21日 | Happy Bell 〜幸せのベルを鳴らせ!〜    | 尾崎恭子（古山あゆみ）、菊池希美（中山真奈美）、斎藤由加里（小松里賀）、松山美咲（高橋千晶）、渡辺和恵（根橋美絵子）                                                                                 | 「天使のくちびる」                      | ゲーム『卒業III Wedding Bell』エンディングテーマ |
| 1998年4月21日 | 卒業III Wedding Bell Vocal Collection | 菊池希美（中山真奈美） | 「なみだ橋」                            | ゲーム『卒業III Wedding Bell』関連曲             |
| 2010年2月19日 | ゲゲゲの鬼太郎・妖怪パラパラ          | 鬼太郎（高山みなみ）、目玉おやじ（田の中勇）、ネコ娘（今野宏美）、ねずみ男（高木渉）、一反もめん（八奈見乗児）、かわうそ（丸山優子）、ろくろ首（豊嶋真千子）、アマビエ（池澤春菜）、呼子（中山さら） | 「ゲゲゲの鬼太郎・妖怪パラパラ」        | テレビアニメ『ゲゲゲの鬼太郎』関連曲             |